# Oakville, Missouri
Oakville är en ort i St. Louis County i delstaten Missouri, USA.